# Лозицкая, Людмила Алексеевна
Людми́ла Алексе́евна Лози́цкая (26 апреля 1924, Кузнецк, Саратовская губерния, РСФСР, СССР — 16 апреля 2010, Пенза, Пензенская область, Россия) — советская и российская театральная актриса. Народная артистка РСФСР (1966).
С 1947 по 2010 годы, на протяжении 63 лет, служила в Пензенском областном драматическом театре имени А. В. Луначарского.

## Биография
Людмила Лозицкая родилась 26 апреля 1924 года в  городе Кузнецке (ныне Пензенской области).
Окончила среднюю школу № 1 в городе Кузнецке, работала токарем, одновременно (1942—1947) училась в студии местного театра.
Дебютировала на сцене Кузнецкого драматического театра в 1942 году в роли Вари в спектакле «Парень из нашего города» по пьесе К. М. Симонова.
С 1947 года — в Пензенском областном драматическом театре имени А. В. Луначарского, где она сразу же получает одну из главных ролей в спектакле «Глубокие корни», поставленном по пьесе американских журналистов Джеймса Гоу и Арно д’Юссо. На сцене родного театра актрисой сыграны 159 ролей, многие из которых стали событием в культурной жизни города.
Избиралась депутатом Пензенского городского и областного Советов народных депутатов.
Похоронена на Аллее славы Новозападного кладбища в городе Пензе.

## Театральные работы
- «Бесприданница» А. Н. Островского — Лариса
- «Лес» по пьесам А. Н. Островского — Гурмыжская
- «Дни Турбиных» М. А. Булгакова — Елена
- «Барабанщица» А. Д. Салынского — Нила
- «Маскарад» М. Ю. Лермонтова — Нина
- «Власть тьмы» Л. Н. Толстого

божьи одуванчики

## Признание и награды
- заслуженная артистка РСФСР (1957)
- 2 ордена Трудового Красного Знамени (07.03.1960,1984)[3].
- народная артистка РСФСР (1966)[4].
- Почётный гражданин города Пензы (16.06.1994)[5].
- Памятный знак «За заслуги в развитии города Пензы» (2009)[6].

## Увековечение памяти
21 декабря 2010 года решением Пензенской городской Думы № 504-24/5 имя Почётного гражданина г. Пензы Людмилы Лозицкой было присвоено одной из улиц г. Пензы в новом микрорайоне Октябрьского района. В городе появилась «Улица Лозицкой».
Почётными дипломами имени народной артистки РСФСР Л.А. Лозицкой "За сохранение русской классики на Отечественной сцене" награждены: народная артистка РФ Мария Былова (Большой театр), Елена Елова (Театр "Сфера"), Натэлла Канделаки (Большой театр), заслуженная артистка РФ Инна Кара-Моско (Театр им. А.С. Пушкина), заслуженная артистка РФ Наталия Красноярская (награждена дважды, Большой театр), Ольга Орлова (художник), народная артистка РФ Алёна Охлупина (Малый театр), заслуженная артистка РФ Светлана Потанина (труппа "Блуждающие звёзды"), заслуженная артистка РФ Татьяна Ташкова (Театр киноактёра), заслуженная артистка РФ Ирина Фадина (МХАТ им. М. Горького).